# Brigitte Hecht
Brigitte Erika Hecht (* 20. Dezember 1929 in Wolfen) ist eine deutsche Schauspielerin.

## Leben
Hecht debütierte 1950 am Stadttheater Annaberg-Buchholz als Eve in Der zerbrochne Krug. Sie spielte später am Landestheater Eisenach und ab 1955 am Theater Karl-Marx.Stadt. Zu ihren Rollen dort gehörten Viola in Was ihr wollt, die Titelfigur in Die heilige Johanna, Elisabeth in Don Karlos, die Titelfigur in Minna von Barnhelm, Inken Peters in Vor Sonnenaufgang und die Titelfigur in Emilia Galotti.
Filmrollen übernahm sie 1954 als Inge Wagner in dem DEFA-Kriminalfilm Der Fall Dr. Wagner sowie 1959 in den DFF-Fernsehfilmen Von allen vergessen und Ein kleiner Engel ohne Bedeutung. Seit 1950 war sie Mitglied des FDGB. Durch ihre Film- und Theaterauftritte ist nachzuvollziehen, dass sie mindestens bis 1960 in der DDR lebte. Ab 1974 weisen ihre schauspielerischen Tätigkeiten darauf hin, dass sie in den dazwischen liegenden Jahren in die Bundesrepublik Deutschland übersiedelte.

## Theater
- 1956: Friedrich Schiller: Maria Stuart – Regie: Gottfried Kolditz (Städtische Theater Karl-Marx-Stadt)
- 1956: Curt Goetz: Der Lügner und die Nonne – Regie: Alfred Loose (Städtische Theater Karl-Marx-Stadt)
- 1956: Carlo Goldoni: Der Fächer – Regie: Adolf Loose (Städtische Theater Karl-Marx-Stadt)
- 1957: Alfred Gehri: Im 6. Stock – Regie: Alfred Loose (Städtische Theater Karl-Marx-Stadt)
- 1959: Friedrich Schiller: Die Räuber (Amalie) – Regie: Martin Hellberg (Staatstheater Dresden)
- 1959: Gustav von Wangenheim: Studentenkomödie – Regie: Otto Stark (Staatsschauspiel Dresden)
- 1960: Georg Kaiser: Nebeneinander (Tochter des Pfandleihers) – Regie: Ottofritz Gaillard (Staatstheater Dresden)
- 1974: Molière: oder Der steinerne Gast – Regie: Rudolf Krieg (Städtische Bühnen Augsburg)
- 1977: Henrik Ibsen: Hedda Gabler – Regie: Serge Roon (Stadttheater Pforzheim)
- 1977: William Shakespeare: König Lear – Regie: Serge Roon (Stadttheater Pforzheim)
- 1977: Joseph Kesselring: Arsen und Spitzenhäubchen – Regie: Ulli Hüls (Stadttheater Pforzheim)
- 1977: Hermann Essig: Die Weiber von Weinsberg – Regie: Manfred Berben (Stadttheater Pforzheim)
- 1978: Molière: Der eingebildet Kranke – Regie: Kai Braak (Stadttheater Pforzheim)
- 1978: Friedrich Hebbel: Maria Magdalena – Regie: Gerhard Weber (Stadttheater Pforzheim)
- 1979: Ödön von Horváth: Der jüngste Tag – Regie: Gerhard Weber (Stadttheater Pforzheim)
- 1979: Antonio Buero Vallejo: Das Konzert zum heiligen Ovid – Regie: Peter Dieter Schnitzler (Stadttheater Pforzheim)
- 1980:  Alexander Ostrowski: Der Wald – Regie: Eberhard Feik (Stadttheater Pforzheim)
- 1981: Brian Clark: Ist das nicht mein Leben? – Regie: Gerhard Weber (Stadttheater Pforzheim)
- 1982: Ödön von Horváth: Figaro lässt sich scheiden – Regie: Stefan Orlac (Stadttheater Pforzheim)
- 1984: Ilse Langner: Frau Emma kämpft im Hinterland – Regie: Jan Frisco Meyer (Stadttheater Pforzheim)
- 1986: Fitzgerald Kusz: Unkraut – Regie: Bernd Rainer Krieger (Stadttheater Pforzheim)
- 1987: Otto Erich Hartleben: Hanna Jagert – Regie: Frederik Ribell (Stadttheater Pforzheim)
- 1989: Frank Wedekind: Musik – Regie: Stephan Orlac (Stadttheater Pforzheim)
- 1989: Tennessee Williams: Die Glasmenagerie – Regie: Gerhard Weber (Stadttheater Pforzheim)
- 1990: Carlo Goldoni: Der Fächer – Regie: Neidhardt Nordmann (Stadttheater Pforzheim)
- 1994: Lucy Simon: The Secret Garden (Mrs. Winthrop) – Regie: Ilene S. Winckler (Stadttheater Pforzheim)